# C-VM i håndbold 1976 (mænd)
C-Verdensmesterskabet i håndbold for mænd 1976 var det første C-VM i håndbold for mænd, og turneringen blev arrangeret af International Handball Federation. Turneringen blev afviklet i Portugal i perioden 26. november – 1. december 1976 og havde deltagelse af otte hold, som spillede om tre ledige pladser ved B-VM i 1977.
De tre pladser ved B-VM gik til Portugal, Holland og Schweiz.

## Resultater

### Indledende runde
De otte hold var inddelt i to grupper med fire hold. I hver gruppe spillede holdene en enkeltturnering alle-mod-alle, og de to bedst placerede hold i hver gruppe gik videre til oprykningsrunden, mens de sidste fire hold spillede videre i placeringsrunden.

#### Gruppe A
| Dato   | Kamp                      | Res.  | Pause | Spillested |
| ------ | ------------------------- | ----- | ----- | ---------- |
| 26.11  | Holland – Belgien         | 19–13 |       |            |
| 26.11  | Portugal – Storbritannien | 42–80 |       |            |
| 27.11. | Portugal – Belgien        | 21–15 |       |            |
| 27.11. | Holland – Storbritannien  | 36–80 | 15-4  | Leiria     |
| 28.11. | Belgien – Storbritannien  | 21–17 |       |            |
| 28.11. | Portugal – Holland        | 19–19 |       |            |

| Hold           | Kampe | Mål   | Point |
| -------------- | ----- | ----- | ----- |
| Portugal       | 3     | 82-42 | 5     |
| Holland        | 3     | 74-40 | 5     |
| Belgien        | 3     | 49-57 | 2     |
| Storbritannien | 3     | 33-99 | 0     |

#### Gruppe B
| Dato   | Kamp                  | Res.  | Pause | Spillested   |
| ------ | --------------------- | ----- | ----- | ------------ |
| 26.11. | Finland – Færøerne    | 14–12 |       |              |
| 26.11. | Schweiz – Luxembourg  | 22–11 |       | Porto de Mos |
| 27.11. | Schweiz – Færøerne    | 21–20 |       | Funchal      |
| 27.11. | Finland – Luxembourg  | 24–21 |       |              |
| 28.11. | Færøerne – Luxembourg | 27–23 |       |              |
| 28.11. | Schweiz – Finland     | 21–14 |       | Porto de Mos |

| Hold       | Kampe | Mål   | Point |
| ---------- | ----- | ----- | ----- |
| Schweiz    | 3     | 64-45 | 6     |
| Finland    | 3     | 52-54 | 4     |
| Færøerne   | 3     | 59-58 | 2     |
| Luxembourg | 3     | 55-73 | 0     |

### Oprykningsrunde
Oprykningsrunden havde deltagelse af de fire hold, som var sluttet blandt de bedste to i deres indledende grupper. Resultater af indbyrdes opgør mellem hold fra samme indledende gruppe blev overført til oprykningsrunden. De fire hold spillede om tre oprykningspladser til B-VM 1977.
| Dato   | Kamp               | Res.  | Pause | Spillested |
| ------ | ------------------ | ----- | ----- | ---------- |
| 30.11. | Holland – Schweiz  | 16–15 |       | Lisboa     |
| 30.11. | Portugal – Finland | 26–21 |       | Lisboa     |
| 1.12.  | Finland – Holland  | 22–21 |       | Lisboa     |
| 1.12.  | Portugal – Schweiz | 20–15 |       | Lisboa     |

| Hold     | Kampe | Mål   | Point |
| -------- | ----- | ----- | ----- |
| Portugal | 3     | 65-55 | 5     |
| Holland  | 3     | 56-56 | 3     |
| Schweiz  | 3     | 51-50 | 2     |
| Finland  | 3     | 57-68 | 2     |

### Placeringsrunde
| Dato   | Kamp                        | Res.  | Pause | Spillested |
| ------ | --------------------------- | ----- | ----- | ---------- |
| 30.11. | Luxembourg – Belgien        | 18–15 |       |            |
| 30.11. | Færøerne – Storbritannien   | 28–17 |       |            |
| 1.12.  | Belgien – Færøerne          | 25–24 |       |            |
| 1.12.  | Luxembourg – Storbritannien | 26–70 |       |            |

| Hold           | Kampe | Mål   | Point |
| -------------- | ----- | ----- | ----- |
| Luxembourg     | 3     | 67-49 | 4     |
| Færøerne       | 3     | 79-65 | 4     |
| Belgien        | 3     | 61-59 | 4     |
| Storbritannien | 3     | 41-75 | 0     |

### Samlet rangering
| Plac. | Hold           |
| ----- | -------------- |
| 1.    | Portugal       |
| 2.    | Holland        |
| 3.    | Schweiz        |
| 4.    | Finland        |
| 5.    | Luxembourg     |
| 6.    | Færøerne       |
| 7.    | Belgien        |
| 8.    | Storbritannien |